# Кёсен, Султан
Султан Кёсен (тур. Sultan Kösen, курд. Siltan Kosen; род. 10 декабря 1982, Мардин) — турецкий фермер курдского происхождения. В настоящее время — самый высокий человек в мире согласно Книге рекордов Гиннесса. Его рост составляет 251 см. Длина стопы Султана достигает 36 сантиметров, это на 2 сантиметра меньше, чем у марокканца Брахима Такиолаха из Парижа (38 сантиметров). Кёсен на 21 см ниже, чем Роберт Першинг Уодлоу, самый высокий зарегистрированный человек в истории, согласно Книге рекордов Гиннесса, о росте которого имеются несомненные сведения.

## Биография
Его высокий рост связан с опухолью гипофиза. В настоящее время он может передвигаться только на костылях. Султан живёт со своими родителями, они оба — нормального роста. Из-за своего роста Султан не смог окончить среднюю школу и был вынужден заниматься фермерством. При этом он любит в компании друзей играть в видеоигры. Из преимуществ большого роста сам Султан отмечает возможность работать с высокими деревьями в саду, замену лампочек и другие виды помощи по хозяйству. Из недостатков — это поиск одежды на человека его роста: ему необходимы брюки длиной 153 см и верхняя одежда с рукавами длиной 93 см. Кроме того, ему необходимы ботинки 62 размера, в которых он зачастую не может влезть в средний автомобиль.
С 2010 года он проходит радиолечение в медицинском институте Университета Виргинии, в котором также контролируют его уровень гормонов. Несмотря на то, что курс терапии занимает более 2 лет, уже в 2011 году врачам удалось нормализовать гормональную активность гипофиза. В марте 2012 было подтверждено, что лечение прошло удачно и постоянный рост Султана удалось приостановить.
28 октября 2013 года женился на Мерве Дибо, которая едва достаёт ему до локтя, в 2021 пара развелась.

## Рекорды
25 августа 2009 года рост Кёсена был зафиксирован на уровне 247 см, что превышало рост предыдущего самого высокого человека в мире, Бао Сишуня, рост которого достигал 236 см. Кёсену принадлежит рекорд по размеру ладони — он составляет 27,5 см.
9 февраля 2011 года Султан вновь прошёл процедуру измерения в рамках книги рекордов Гиннесса — его рост на тот момент составлял 251 см.
Размах рук Султана Кёсена составляет около 3 метров.